# Michel Baud
Michel Baud (* 11. November 1963 in Tarbes; † 13. September 2012 in Paris) war ein französischer Ägyptologe.

## Leben
Baud studierte an der Sorbonne Geschichte und Ägyptologie und wurde 1994 promoviert. Seine Dissertation Famille royale et pouvoir dans l’Ancien Empire égyptien, die 1999 publiziert wurde, ist seither ein Standardwerk für alle Forscher dieser Epoche. Von 1994 bis 1998 war er wissenschaftlicher Mitarbeiter am Institut français d’archéologie orientale in Kairo. Zusammen mit Vassil Dobrev verfasste er außerdem ein Werk über die Annalen aus dem späten Alten Reich in Süd-Sakkara, das zwischen 1995 und 1997 im Bulletin de l’Institut Français d’Archéologie Orientale (BIFAO) veröffentlicht wurde. Anschließend lehrte er an verschiedenen Bildungseinrichtungen. Im Jahr 2006 wurde er Leiter der Abteilung Nubischer Sudan in der Abteilung für Ägyptische Altertümer des Louvre-Museums. In dieser Position organisierte er eine Ausstellung, die ausschließlich Meroe gewidmet war, dem alten Königreich des Sudan, das für seine Hauptstadt und seine berühmte königliche Nekropole bekannt ist. Er war auch Leiter der archäologischen Mission auf dem Gelände der Nekropole von Abu Roasch. Im Frühjahr 2012 wurde er zum Dozenten für Kunst und Archäologie an der Sorbonne berufen, konnte diese Funktion aufgrund seines plötzlichen Todes jedoch nicht mehr aufnehmen.